# Гальм, Карл Феликс
Карл Феликс Гальм (нем. Karl Felix Halm; 5 апреля 1809, Мюнхен — 5 октября 1882, Мюнхен) — немецкий филолог-классик.
Был в Мюнхене директором публичной библиотеки и профессором университета. Главнейшая заслуга Гальма заключается в его изданиях Цицерона. Написал:
- «Zur Handschriftenkunde der ciceronianischen Schriften»,
- «Beiträge zur Berichtigung und Ergänzung der ciceronianischen Fragmente»,
- «Ueber die Echtheit der dem Justus Lipsius Zugeschriebenen Reden».

Кроме изданий Цицерона, напечатал критические издания «Rhetores latini minores», Квинтилиана, Корнелия Непота, Тацита, Флора, Валерия Максима, Веллея Патеркула и др.